# Novokuzněck
Novokuzněck (rusky Новокузне́цк) je město v Kemerovské oblasti na Sibiři v Rusku.
Město bylo založeno Kozáky jako strážní, předsunutá základna na řece Tom u ústí Kondomy a původně se nazývalo Kuzněck. Právě zde si v roce 1857 Dostojevskij vzal za ženu Marii Isajevu. Po Velké říjnové socialistické revoluci zde Stalin z ospalého města vybudoval jedno z nejvýznamnějších ruských těžařských měst, když zde vznikl Kuzněcký hutnický kombinát. Mezi lety 1932 a 1961 také město neslo Stalinovo jméno - Stalinsk. Dnes jsou tu letiště, divadlo, vysoké školy a muzea.

## Sport
Ve městě působí hokejový klub Metallurg Novokuzněck, který hraje Kontinentální ligu ledního hokeje.

## Partnerská města
- Dallas, Spojené státy americké
- Nižnij Tagil, Rusko
- Pittsburgh, Spojené státy americké
- Záporoží, Ukrajina
- Birmingham, Spojené království